# معركة مارينيانو
دارت معركة مارينيانو خلال حرب عصبة كامبراي من الحروب الإيطالية في 13-15 سبتمبر 1515، بالقرب من بلدة تسمى اليوم ميلينيانو تقع على 16 كم جنوب شرق مدينة ميلانو. نتج عن هذه المعركة انتصار القوات الفرنسية. كانت واحدة من أكثر المعارك وحشية و(بالنسبة للسويسريين) حسماً على الإطلاق.
اندلعت الاشتباكات بين الجيش الفرنسي الذي ضم أفضل الرماح المدرعة والمدفعية في أوروبا بقيادة فرانسوا الأول الملك المتوج حديثاً بعد يوم من بلوغه الحادية والعشرين من العمر، ضد المرتزقة السويسريين الذين لم يهزموا حتى حينها من الكونفدرالية السويسرية القديمة، والتي تعتبر أفضل مشاة في العالم. شارك مع فرانسوا قوات لاندسكنيشت الألمانية، والتي تعتبر غريماً لدوداً للقوة السويسرية في الحرب، و جمهورية البندقية.